# António Pereira da Costa
António Pereira da Costa (c. 1697–1770) fue un compositor y músico portugués.
Ocupó el cargo de Maestro de Capilla de la Catedral de Funchal, el cargo musical más alto de la isla portuguesa de Madeira. Los conciertos de Pereira da Costa son el único conjunto de concerti grossi de procedencia portuguesa identificado hasta la fecha. Fueron en gran medida influidos en los de Arcangelo Corelli, presentando rasgos estilísticos ibéricos, proyectando la frescura de un barroco afable. Sus concerti grossi marcan un hito en la música instrumental portuguesa del siglo XVIII.